# 高橋久野
高橋 久野（たかはし ひさの、1871年(明治4年)3月10日 - 1944年(昭和19年)12月）は、日本最初の婦人牧師である。
1871年(明治4年)新潟県佐渡の素封家に生まれる、高橋復二郎と結婚する。夫婦で、上京し久野は明治女学校、東京女子師範学校（現：お茶の水女子大学）で学ぶ。明治女学校に在学中に、一番町教会(富士見町教会)の日曜学校および礼拝に出席し植村正久の指導を受けた。
1892年7月に東京女子師範学校卒業と同時に、植村正久より洗礼を受ける。佐渡に帰郷し、小学校訓導になる。
1893年2月夫復二郎が死去すると、再び上京し、青山学院の国語教師と務めた。また、富士見町教会の会員として、青山教会、洗足教会の開拓、婦人伝道会の無給幹事になる。
1911年、召命を感じ教師の職を辞し、東京神学社に入学する。1913年に卒業すると、富士見町教会の伝道師に就任する。1924年に教師試験に合格する、大会で承認される1933年に佐渡教会主任伝道師に就任する。1933年12月5日に、62歳で臨時東京中会で日本最初の婦人牧師に就任する。
1941年に70歳で老齢のために辞任し、名誉牧師になる。